# Ouzioua
Ouzioua (franska: Ouzioua (CR), Ouzioua (Commune Rurale), arabiska: اوناين) är en kommun i Marocko.   Den ligger i provinsen Taroudannt och regionen Souss-Massa, i den centrala delen av landet, 400 km söder om huvudstaden Rabat. Antalet invånare är 7 440.